# 岡山市教育委員会
岡山市教育委員会（おかやましきょういくいいんかい）は、岡山県岡山市北区大供1丁目1番1号に拠点を置く、岡山市の組織。岡山市内の教育に関連した調査などを行う行政委員会である。

## 事務局の組織・部署
- 教育企画総務課
- 人事財務課
- 学校施設課
- 学事課
- 就学課
- 指導課
- 教育研究研修センター
- 保健体育課
- 生涯学習課
- 図書館
- 公民館
- 文化財課
- オリエント美術館

教育企画総務課には建部分室・瀬戸分室がおかれる。教育委員会会議の開催のほか、いじめへの対策として意識調査を実施、さらに学校の合併や新設などを行っている。